# Гаундорф
Гаундорф (нім. Haundorf) — громада в Німеччині, розташована в землі Баварія. Підпорядковується адміністративному округу Середня Франконія. Входить до складу району Вайсенбург-Гунценгаузен. Складова частина об'єднання громад Гунценгаузен.
Площа — 51,34 км2. Населення становить 2697 ос. (станом на 31 грудня 2020).

## Галерея

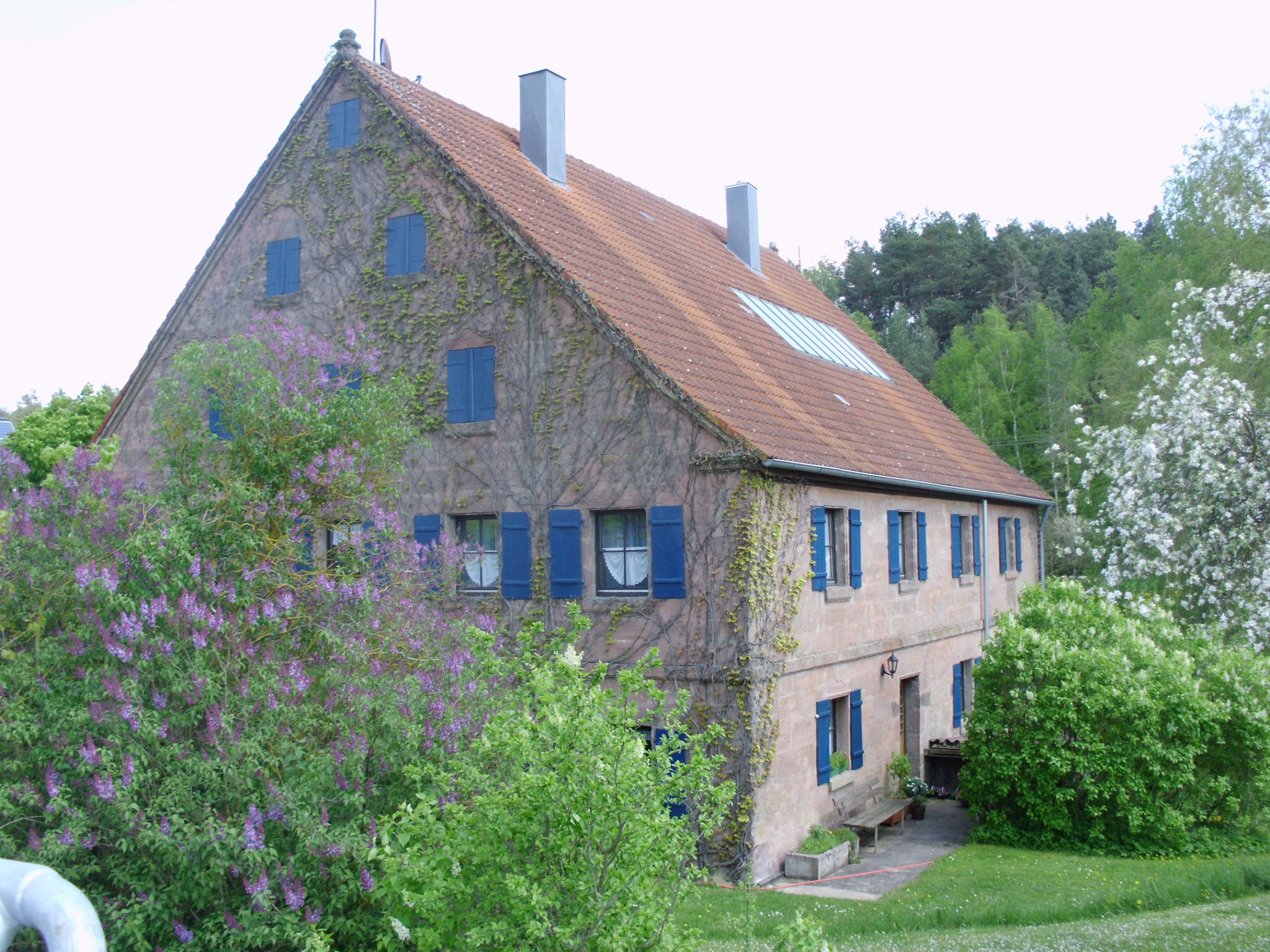
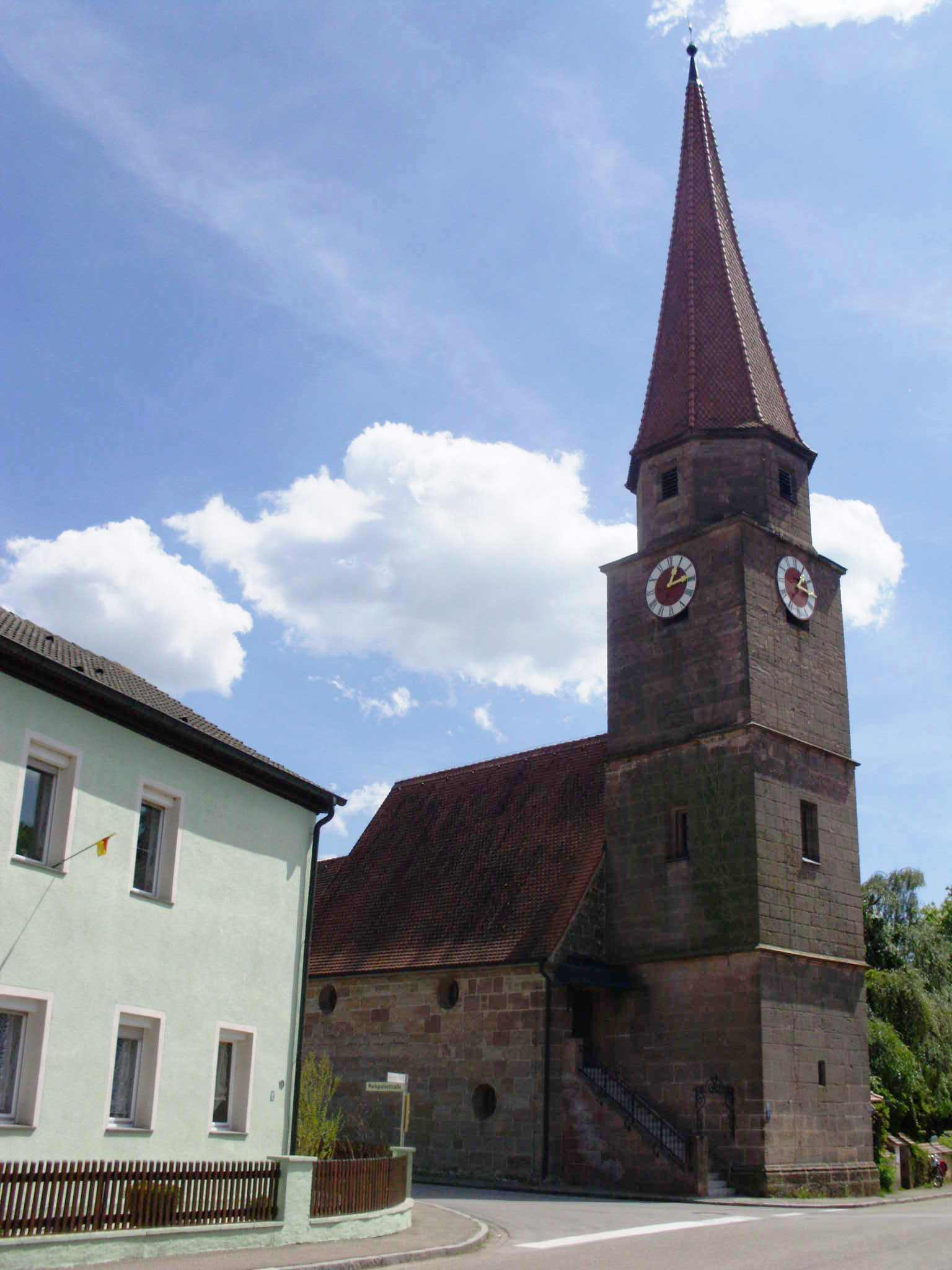